# Leptastrea inaequalis
Leptastrea inaequalis är en korallart som beskrevs av Carl Benjamin Klunzinger 1879. Leptastrea inaequalis ingår i släktet Leptastrea och familjen Faviidae. IUCN kategoriserar arten globalt som nära hotad. Inga underarter finns listade i Catalogue of Life.